# Crater, Yemen
Crater este un oraș din Yemen.

## Climă
| Date climatice pentru Crater, Yemen | Date climatice pentru Crater, Yemen | Date climatice pentru Crater, Yemen | Date climatice pentru Crater, Yemen | Date climatice pentru Crater, Yemen | Date climatice pentru Crater, Yemen | Date climatice pentru Crater, Yemen | Date climatice pentru Crater, Yemen | Date climatice pentru Crater, Yemen | Date climatice pentru Crater, Yemen | Date climatice pentru Crater, Yemen | Date climatice pentru Crater, Yemen | Date climatice pentru Crater, Yemen | Date climatice pentru Crater, Yemen |
| Luna                                | Ian                                 | Feb                                 | Mar                                 | Apr                                 | Mai                                 | Iun                                 | Iul                                 | Aug                                 | Sep                                 | Oct                                 | Nov                                 | Dec                                 | Anual                               |
| ----------------------------------- | ----------------------------------- | ----------------------------------- | ----------------------------------- | ----------------------------------- | ----------------------------------- | ----------------------------------- | ----------------------------------- | ----------------------------------- | ----------------------------------- | ----------------------------------- | ----------------------------------- | ----------------------------------- | ----------------------------------- |
| Maxima medie °C (°F)                | 32 (90)                             | 32 (90)                             | 34 (93)                             | 35 (95)                             | 38 (100)                            | 39 (102)                            | 39 (102)                            | 39 (102)                            | 38 (100)                            | 35 (95)                             | 33 (91)                             | 32 (90)                             | 35,5 (95,9)                         |
| Media zilnică °C (°F)               | 27 (81)                             | 27 (81)                             | 29 (84)                             | 30 (86)                             | 33 (91)                             | 34 (93)                             | 34 (93)                             | 33 (91)                             | 32 (90)                             | 29 (84)                             | 28 (82)                             | 27 (81)                             | 30,3 (86,5)                         |
| Minima medie °C (°F)                | 22 (72)                             | 22 (72)                             | 24 (75)                             | 25 (77)                             | 27 (81)                             | 28 (82)                             | 28 (82)                             | 27 (81)                             | 27 (81)                             | 24 (75)                             | 23 (73)                             | 22 (72)                             | 24,9 (76,9)                         |
| Precipitații mm (inches)            | 0 (0)                               | 2 (0.08)                            | 6 (0.24)                            | 15 (0.59)                           | 12 (0.47)                           | 0 (0)                               | 10 (0.39)                           | 11 (0.43)                           | 5 (0.2)                             | 0 (0)                               | 0 (0)                               | 0 (0)                               | 61 (2,4)                            |
| Nr. de zile cu precipitații         | 0                                   | 1                                   | 1                                   | 2                                   | 2                                   | 0                                   | 2                                   | 3                                   | 2                                   | 0                                   | 0                                   | 0                                   | 13                                  |
| Ore însorite                        | 248                                 | 232                                 | 279                                 | 270                                 | 310                                 | 270                                 | 217                                 | 248                                 | 270                                 | 310                                 | 270                                 | 279                                 | 3.203                               |
| Sursă: weather2travel.com           |                                     |                                     |                                     |                                     |                                     |                                     |                                     |                                     |                                     |                                     |                                     |                                     |                                     |